# Juan Manuel Muñoz Aguirre
Juan Manuel Muñoz Aguirre (Madrid, 1959) es un escritor español.

## Biografía
Nacido en Madrid, es licenciado en Sociología y Ciencias Políticas y bibliotecario. Como autor, ha destacado especialmente en poesía, si bien su obra se extiende también al cuento y la novela. Su primer libro publicado fue Omnia (1986), al que siguió cinco años después Adiós, dijo el duende, que le valió ganar el Premio Hiperión de poesía 1991 en su sexta edición. Pasaron quince años hasta que presentó su tercer libro de poemas, Hacia el viaje, con el que obtuvo el Premio Internacional de Poesía Margarita Hierro, y otros nueve años (2015) para que viera la luz su último poemario, Un campo de batalla antes de la batalla, galardonado con el Premio Internacional de Poesía Miguel Hernández-Comunidad Valenciana. También es autor de las novelas Un alma aparte (2009) y Nuevas aventuras de immanuel Kant (2017), así como del libro de relatos Ligeramente a la izquierda, por el que recibió el Premio Tiflos de Cuentos de 2012 e Il Mondo Novo, con el que ganó en 2014 el Premio de Relato Corto Fernández Lema.
En octubre de 2024 obtuvo el Premio de novela Ciudad de Badajoz por su obra Lo mejor de Europa, editada en mayo de 2025 por la Fundación José Manuel Lara. 
Sobre su obra la crítica señaló con el poemario Hacia el viaje que se trataba de «uno de los mejores de las últimas dos décadas en España» y con Un campo de batalla ... el crítico literario Juan Carlos Abril lo ha calificado como una obra sólida con «una recreación ambiental de escenarios intensos» y una fuerte tensión lingüística y emocional.

## Poesía
- Omnia  (Fundación Colegio del Rey, 1986)
- Omnia  (Los libros del lago, 1990)  Ed. para bibliófilo, ilustrada con xilografías de Gabriel  Villalba.

- Adiós, dijo el duende (Hiperión, 1991). VI Premio Hiperión de poesía.

- Hacia el viaje (Centro de Poesía José Hierro, 2006). I Premio Internacional de Poesía Margarita Hierro.

- Un campo de batalla antes de la batalla (Devenir, 2015). Premio Internacional de poesía Miguel Hernández.

- Una casa en la montaña (Los libros del lago, 2015). Ed. bilingüe en español y noruego, con traducción de Kirsti Baggethun e ilustrada con un grabado de Gabriel Villalba.

## Novela
- Un alma aparte (Castalia, 2009. Premio Tiflos de novela)
- Nuevas aventuras de Immanuel Kant (Edhasa, 2017)
- Lo mejor de Europa (Fundación José Manuel Lara, 2025)

## Cuentos
- Ligeramente a la izquierda (Edhasa, 2013. Premio Tiflos de cuentos)
- Il Mondo Novo (Premio Fernández Lema 2014)

## Colaboraciones en catálogos de pintura
- El ojo feraz. En: Matías Quetglas: exposición, Museo de bellas Artes de Asturias, Oviedo, abril-mayo de 1987

- Verdadera  y científica explicación sobre el origen de las vetas de la madera. En: Gabriel Villalba: exposición, Sala Luis de Ajuria, Vitoria, noviembre de 1994
- Hablando a la pared, José Hernández: exposición, Fundación Eugenio Granell, Santiago de Compostela, marzo - mayo de 1998

- Arcanos, José Hernández: exposición, Galería Leandro Navarro, Madrid, octubre de 2012.

- Tótems, Antonio Ibirico: exposición, Centro Municipal de las Artes, Alcorcón, mayo de 2013.

## Reconocimiento
- 1985: Premios Ciudad de Alcalá de Poesía por “Omnia”